# Fender Jazz Bass
Fender Jazz Bass або J-Bass — друга модель електричного баса, створена Лео Фендером. Відрізняється від Precision Bass тим, що його тон яскравіший і багатший у середніх і високих частотах з меншим акцентом на основній частоті. Форма корпусу також відрізняється від Precision Bass, оскільки Precision Bass має симетричну нижню частину корпусу, розроблену за моделями лінійок Telecaster і Stratocaster, тоді як Jazz Bass має зміщену нижню частину, що імітує естетику дизайну гітар Jaguar і Jazzmaster.

## Історія
Вперше Jazz Bass була представлена в 1960 році як модель Deluxe, вона запозичила елементи дизайну від гітари Jazzmaster. Її перейменували в Jazz Bass, оскільки Fender вважав, що її оновлений гриф — вужчий і округліший, ніж у Precision Bass — більше сподобається джазовим музикантам.
Jazz Bass має два однокотушкові звукознімачі з двома полюсними наконечниками на струну. Окрім дещо іншої, менш симетричної та більш рельєфної форми корпусу (відомого в рекламі Fender як корпус «Offset Waist Contour»), гриф Jazz Bass помітно вужчий у гайці, ніж у Fender Precision Bass. У той час як Precision Bass спочатку був схожий на гітару Telecaster, стиль Jazz Bass був натхненний гітарою Jazzmaster, з якою Jazz поділив офсетний корпус і скульптурні краї, що відрізняє його від інших басових корпусів у стилі слэб.